# Idegsejt

Egy sematikus rajz az idegsejt felépítéséről

Az idegrendszer legkisebb egysége a neuron. Neuronnak nevezzük az idegsejt és nyúlványainak együttesét. Az idegsejtet és nyúlványait egybefüggő sejthártya (plazmamembrán) határolja. A neuronok ingerlékeny sejtek, amelyek ingerfelvételre és idegi ingerületek vezetésére specializálódtak. Méretükben és alakjukban jelentős változatosságot mutatnak, de mindegyik rendelkezik egy sejttesttel (perikaryon vagy soma), amelynek a felszínéről egy vagy több nyúlvány indul ki. Neuronok találhatók az agyban, a gerincvelőben és az idegdúcokban (ganglionokban). 
A központi idegrendszer neuronjait többfajta nem ingerlékeny sejt támogatja, amelyeket együtt neurogliának (glia) nevezünk. A gliasejtek általában kisebbek a neuronoknál, számuk azonban azokét 5-10-szeresen meghaladja; az agy és a gerincvelő teljes térfogatának mintegy felét teszik ki.

## Az idegsejtek szerkezete

Egy gerincvelői mozgató neuron vázlatos képe: a. dendrit, b. sejttest, c. sejtmag, d. axondomb, e. Schwann-hüvely, f. Schwann-sejt (mag), g. Ranvier-féle befűződés, h. végfácska (telodendrion) elágazódás

A neuronok méretükben és alakjukban jelentős változatosságot mutatnak, azonban közös bennük, hogy rendelkeznek az alábbi alkotórészekkel: 
- sejttest (perikaryon vagy soma);
- dendritek (faágszerűen elágazó rövid nyúlványok);
- axon (hosszú nyúlvány).

A sejttest citoplazma állományt tartalmaz; ebbe ágyazódik be a sejtmag (nucleus), és itt találhatóak a fehérjeszintézisért felelős sejtalkotók. Az idegsejtet nyúlványaival együtt, egységes sejtmembrán határolja kívülről. A dendritek az információk felvételéért és a sejttest irányába történő vezetéséért felelősek. Az axon, melyből csak egy található egy neuronon, hosszú, cső alakú (tubuláris) nyúlvány, amely az ingerületeket a sejttestől távolodó irányba vezeti. 
Az idegsejtet nyúlványaival együtt egységes sejtmembrán határolja, ezen belül van a citoplazma. Érdekes megemlíteni, hogy a citoplazma térfogata a perikaryonban gyakran sokkal kevesebb, mint a nyúlványaiban található citoplazma összes térfogata. A sejtplazmában nagyon sok csoportokba rendeződött, granulált felszínű endoplazmatikus retikulum található. Csoportos elrendeződésük és ribonukleinsav (RNS) tartalmuk következtében a megfelelő bázikus festékekkel megfestve fénymikroszkóposan is láthatók (Nissl-féle szemcsék vagy tigroid rögök). A jól fejlett, granulált felszínű endoplazmatikus retikulum arra utal, hogy az idegsejtek nagy mennyiségű fehérjét szintetizálnak, a perikaryon és a nyúlványrendszer fehérjéinek folyamatos pótlására és megújítására. Az axoneredési domb területéről hiányoznak a Nissl-féle szemcsék. 
Az idegsejtek magjának (nucleus) laza szerkezete is a fokozott fehérjeszintézis jele. Megemlíthető, hogy a nők nagy idegsejtjeinek magjában, a magvacska (nucleolus) mellett, általában jól látható egy apró kromatin rög (Barr-test, szexkromatin), ami az egyik inaktiválódott X-kromoszómának felel meg. Az idegsejtekben csak ritkán fordulnak elő sejtközpontok, mivel a kifejlett idegsejtek nem osztódnak. Jellemző sejtszervecskék az idegsejtekben a neurotubulusok és neurofilamentumok, amelyek funkciója az ingerületvezetéssel és az axonban lejátszódó anyagtranszporttal függ össze.
Az idegsejtek mérete igen széles határok között mozog. A kisagykéregben található kisméretű szemcsesejtek átmérője mindössze mintegy 5 µm, míg a gerincvelő nagy elülső szarvi motoros sejtjei elérhetik a 135 µm-es átmérőt is.

## A neuronok típusai

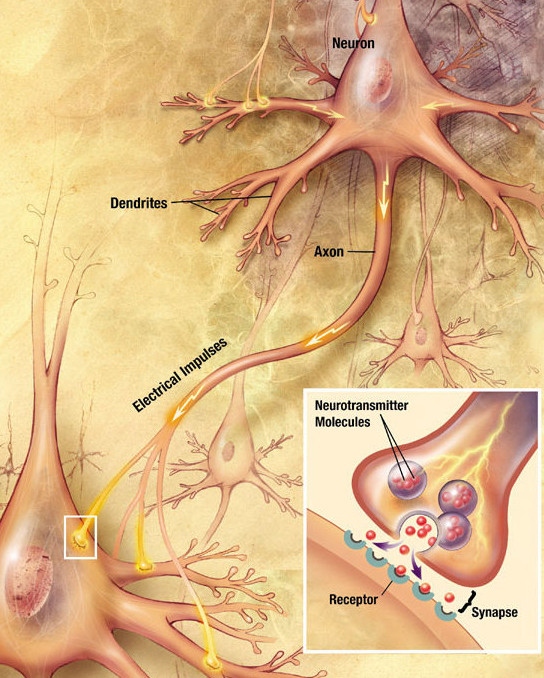
Egy ingerület továbbítódása az egyik neuron axonján, és áttevődése a következő idegsejt sejttestére és dendritjeire

Bár a perikaryon (sejttest) mérete az 5 µm-től a 135 µm-ig terjedhet, az idegsejtek nyúlványa több mint 1 m távolságra is elérhetnek. A nyúlványok száma, hossza, elágazódásuk módja, alapot ad a neuronok alak szerinti osztályozásához.
- Unipoláris neuronok: azok a neuronok, amelyeknek sejttestéből egy idegrost indul ki, ez röviddel kilépése után két ágra oszlik, amelyek közül az egyik valamilyen perifériás érző végződéshez fut ki, míg a másik belép a központi idegrendszerbe. (Ezt a típust pseudounipolaris neuronnak is szokás nevezni.) Ennek az egy nyúlványnak az ágai az axonra jellemző szerkezeti és működési sajátosságokkal bírnak.
- Bipoláris neuronok: megnyúlt sejttestük van, amelynek mindkét végéből kiindul egy-egy magányos nyúlvány. A neuronnak erre a típusára példák a recehártya retina bipolaris sejtjei.
- Multipoláris neuronok: számos nyúlvány ered a sejttesteikből. Egy hosszú nyúlvány, az axon kivételével a többi dendrit. A legtöbb neuron az agyban és a gerincvelőben ehhez a típushoz tartozik.

A neuronokat nagyságuk alapján is osztályozhatjuk. 
A központi idegrendszer és a hozzá kapcsolódó érző ganglionok idegsejtjeinek működésük szerint három fő típusa van: 
- Az érző neuronok az ingerület felvételét és továbbítását végzik.
- Az interneuronok feladata az ingerület továbbadása, valamint más neuronok közötti kapcsolat fenntartása.
- A mozgató neuronok pedig az ingerületre adott válaszreakciót valósítják meg.

Az autonóm (vegetatív) idegrendszer ganglionjaiban lévő neuronok között érző és mozgató működést ellátó neuronok is vannak.

## Az idegsejtek elektromos aktivitása
A sejtmembrán olyan félig áteresztő hártyát alkot, amely lehetővé teszi bizonyos ionok átdiffundálását, másokét azonban megakadályozza. Nyugalmi állapotban (nem ingerelt állapotban), a K+-ionok kidiffundálnak a sejt citoplazmájából a szövetfolyadékba. A membrán áteresztőképessége sokkal nagyobb a K+-ionokra nézve, mint a Na+-ionokra, így a K+-ionok passzív kiáramlása sokkal nagyobb, mint a Na+-ionok beáramlása. Ez egy megközelítőleg -80 mV-os állandó potenciálkülönbséget eredményez, amely a plazmamembránon keresztül mérhető, mivel a membrán belső oldala negatív a külsőhöz képest. Ez a potenciál a nyugalmi potenciál.

## Az idegsejttest membránjának ingerülete
Amikor egy idegsejtet ingerlünk (stimulálunk) elektromos, mechanikai vagy kémiai úton, egy gyors változás következik be a membrán Na+ permeabilitásában, és a Na+-ionok a sejtmembránon keresztül gyorsan bediffundálnak a sejt citoplazmájába a szöveti extracellularis folyadékból. Ez a membrán fokozatos depolarizációjához vezet. A Na+-ionok hirtelen beáramlása megváltoztatja a polaritást és akciós potenciált hoz létre, ami megközelítőleg -40 mV. Ennek a potenciálnak az időtartama igen rövid, mintegy 5 msec-ig tart. A membrán fokozott Na+-permeabilitása gyorsan megszűnik, a K+ permeabilitása nő, így K+-ionok kezdenek kiáramlani a sejt citoplazmájából, és a sejt érintett területe visszajut nyugalmi állapotba. 
Ha egyszer kiváltódott, az akciós potenciál szétterjed a sejtmembránon, létrejöttének helyéről kiindulva, és az idegrostok mentén mint idegi impulzus vezetődik. Ha többszörös ingerhatás éri a neuron felszínét, ezek összeadódhatnak, ez a summatio jelensége. Ha egy idegi impulzus éppen áthaladt a plazmamembrán adott szakaszán, egy másik akciós potenciál nem váltható ki azonnal. Az ingerelhetetlenségnek ezt az időtartamát refrakter periódusnak nevezzük. 
Az idegrendszer igen nagyszámú neuront tartalmaz, amelyek egymással kapcsolódva funkcionális vezetőpályákat alkotnak. Ahol két neuron szoros közelségbe kerül, és közöttük funkcionális kapcsolat jelenik meg, ezt a kapcsolatot szinapszisnak nevezzük. (Az ábra egy végtalpas szinapszis vázlatos képét mutatja a kinagyított bekeretezett részen.) 
A szinapszisok preszinaptikus membránján kémiai átvivő anyag (neurotranszmitter) szabadul fel, amely a szinaptikus résen keresztüljutva a postszinaptikus membrán specifikus receptoraihoz kötődik, és ingerületbe hozza (vagy gátolja) a következő neuront. Az idegrendszerben a neurotranszmitterek kémiailag nagyon sokfélék (acetilkolin, noradrenalin, gamma-aminovajsav, P-anyag stb.). A legtöbb neuron mintegy 1000 vagy még több más neuronhoz adhat szinapszist, és mintegy 10 000 másik neurontól kap összeköttetést. A szinapszisokban normál körülmények között az ingerületvezetés egyirányú. A perifériás idegrendszer effektor végződéseinél az ingerületáttevődés szintén neurotranszmitterek útján történik (a motoros véglemezben például acetilkolinnal).

## Gliasejtek típusai és funkciói
A központi idegrendszer neuronjait többfajta nem ingerlékeny sejt támogatja, amelyeket együtt neurogliának (glia) nevezünk. A neuroglia sejtek általában kisebbek a neuronoknál, számuk azonban azokét 5-10-szeresen meghaladja, az agy és a gerincvelő teljes térfogatának mintegy a felét teszik ki. Négy típusuk van: (1) astrocyták, (2) oligodendrocyták, (3) microglia, és (4) ependyma .

### Astrocyták

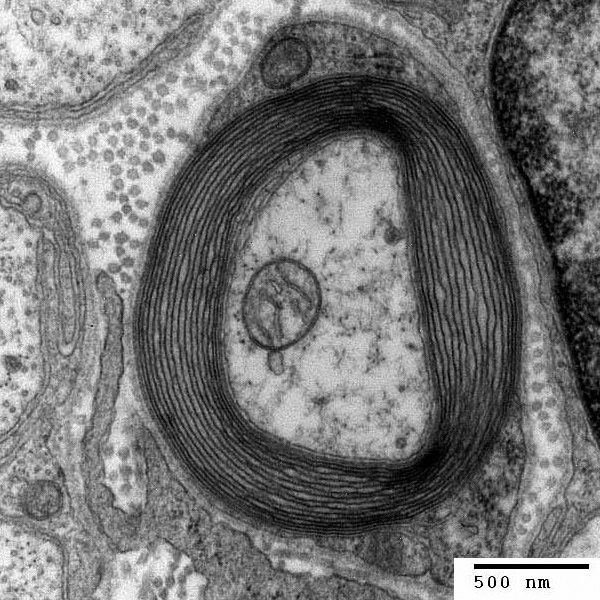
Egy mielinhüvelyes axon transzmissziós elektronmikroszkópos képe. (A kép a Trinity College, Hartford, CT., elektronmikroszkópos laboratóriumának anyagából származik)

Kis sejttesttel és bőséges, minden irányba kiterjedő, elágazó nyúlványrendszerrel rendelkeznek. Az astrocytáknak két típusa van: a rostos és a plazmás. 
- A rostos astrocytákat főként a fehérállományban találjuk, ahol nyúlványaik az idegrostok között haladnak keresztül. Mindegyik nyúlvány hosszú, vékony, sima felszínű és nincs sok elágazása.
- A plazmás astrocytákat főként a szürkeállományban találjuk, ahol nyúlványaik az idegsejtek sejttestei (perikaryonok) között haladnak keresztül. Nyúlványaik rövidebbek, vastagabbak és több elágazásuk van, mint a rostos astrocyták nyúlványainak.

Az astrocyták sok nyúlványa tágulatban végződik az erek körül, és több astrocyta nyúlványának végződése együttesen egy lényegében zárt perivaszkuláris gyűrűt képez a hajszálerek (capillarisok) körül, amely az agykamrák rendszere, a vér–agy–gerincvelői folyadék és a vér–agy gát alkotórésze. Az astrocyták sok nyúlványa eléri a központi idegrendszer külső és belső felszíneit, ahol összefonódva alkotják a külső és a belső határhártyákat. Ilyen módon a külső határhártya a pia mater lemeze alatt, a belső határhártya pedig az agykamrákat és a gerincvelő központi csatornáját bélelő ependyma sejtek rétege alatt található. 
Astrocyta nyúlványok nagy számban találhatók a legtöbb axon kezdeti szakasza körül, valamint a velőhüvelyes idegrostok velőtagjai közötti Ranvier-befűződésekben lévő axonok szakaszokon. Az axon végződéseket sok helyen más idegsejtektől és azok nyúlványaitól astrocyták nyúlványai által képzett borító réteg választja el. 
Az astrocyták funkciója kulcsfontosságú a neuronok megfelelő működés szempontjából. Passzív szerepük az, hogy elágazó nyúlványaikkal egy támasztó hálózatot képeznek az idegsejtek és az idegrostok számára. Az embrionális fejlődés során az astrocyták vezető szerkezetként szolgálnak az éretlen idegsejtek vándorlásához. Emellett sok egyéb funkciójuk is van, például a neuronok közötti szinapszisok befedésével, elektromos szigetelőként megakadályozzák, hogy az axonok végződései befolyásolhassák a szomszédos, de funkcionálisan különálló neuronokat. Ugyanakkor azt is meggátolják, hogy a felszabadult neurotranszmitterek szétterjedjenek a szinapszisokból. Az astrocytákról kimutatták, hogy felveszik a gamma-aminovajsavat (GABA) és a glutaminsavat, ilyen módon korlátozzák ezeknek a neurotranszmittereknek a hatását. Úgy tűnik, hogy az astrocyták képesek felvenni a felesleges K+-ionokat az extracelluláris térből, így fontos szerepük lehet a neuronok ismétlődő ingerületeiben. 
Citoplazmájukban glikogént tárolnak. A glikogénből keletkezhet glükóz, sőt tejsav is; mindkét vegyület leadódhat a környező neuronok felé noradrenalin hatására. Az astrocyták bekebelezhetik (fagocitózis) az axonok elfajult végződéseit. A betegségek miatt elpusztult neuronok helyét a felszaporodó astrocyták töltik ki, ez a folyamat a helyettesítő gliosis. Lehetséges, hogy az astrocyták szállítanak anyagcseretermékeket és tápanyagokat a hajszálerekből (kapillárisok) a neuronok felé. 
Az a körülmény, hogy az astrocyták között réskapcsolatok (en: gap junction) vannak, lehetővé teszi, hogy az ionok a sejteken keresztül szállítódjanak anélkül, hogy kilépnének az extracellularis térbe. Az astrocyták olyan anyagokat termelhetnek, amelyeknek trofikus (fenntartó, regeneráló) hatása van a környező neuronokra. Újabb kutatások kimutatták, hogy az astrocyták citokineket választanak el, amelyek szabályozzák az immunsejtek bejutását az idegrendszerbe betegségek esetén. Végül az astrocyták fontos szerepet játszanak a vér–agy gát szerkezetének kialakításában.

### Oligodendrocyták
Az oligodendrocytáknak kisméretű sejtteste és néhány finom nyúlványa van. Az oligodendrocyták gyakran sorokban találhatók a velőhüvelyes idegrostok mentén és körülveszik a neuronok sejttesteit. Egy oligodendrocyta nyúlványai több idegrost velőhüvelyéhez is kapcsolódnak; azonban csak egy nyúlvány kapcsolódik két Ranvier-befűződés közötti velőtaghoz. Az oligodendrocyták fő feladata az axonok mielinborításának kialakítása (velőhüvely képzése) a központi idegrendszerben. Ugyanezt a funkciót (mielinhüvely képzése) a perifériás idegrendszerben a Schwann-sejtek látják el.
A mielinhüvelyek kialakítása és fenntartása a központi idegrendszer sok axonja körül, ezeket az axonokat egy elektromos szigetelőréteggel látja el, és nagymértékben megnöveli az ingerületvezetés sebességét. Mivel az oligodendrocytáknak több nyúlványa van, a Schwann-sejtektől eltérően, egy oligodendrocyta nyúlványaival több velőhüvely szakaszt is képes létrehozni ugyanazon vagy más-más szomszédos axonokon. Egyetlen oligodendrocyta képes kialakítani akár 60 db (a Ranvier befűződések között lévő) velőhüvely (mielin) szakaszt. 
Fontos megemlíteni, hogy az oligodendrocyták és a velük kapcsolódó axonok, a perifériás idegrendszer Schwann-sejteitől eltérően, nincsenek körülvéve membrana bazálissal (alaphártyával). A mielinizáció az intrauterin élet tizenhatodik hete körül kezdődik, és folytatódik születés után lényegében addig, amíg minden nagyobb idegrost mielinizálódik akkorra, amikor a gyermek járni kezd. Az oligodendrocyták körbeveszik az idegsejtek sejttesteit is (satellita oligodendrocyták), és valószínűleg hasonló funkciójuk van mint a perifériás érző ganglionokban található satellita vagy capsularis sejteknek. Feltehetően befolyásolják a neuronok biokémiai környezetét.

### Microglia sejtek
A microglia sejtek (vagy más néven Hortega-féle mesoglia) fejlődéstani származásukat tekintve eltérnek a többi neuroglia sejttől. A gliasejtek többsége ugyanis a külső csíralemezből fejlődik (ectoderma), a microglia sejtek azonban makrofágokból alakulnak ki, tehát a középső csíralemez (mesoderma) származékai. Nevüknek megfelelően ezek a legkisebbek a neuroglia sejtek közül.
A microglia sejtek elszórtan helyezkednek el a központi idegrendszerben, ahová a magzati élet során vándorolnak be. A microglia sejtek száma felszaporodik az idegszövet károsodása esetén, és ezek az új sejtek jelentős részben a vérből bevándorolt monociták (falósejtek). A microglia sejtek a normál agyban és gerincvelőben inaktívak, amelyeket esetenként nyugvó microglia sejteknek neveznek. A központi idegrendszer gyulladásos megbetegedéseiben immunológiai végrehajtó sejtekké alakulnak: nyúlványaikat visszahúzzák és a károsodás helyére vándorolnak.

### Ependymasejtek (ependymocyták)
Az ependymasejtek bélelik az agy üregrendszerét és a gerincvelő központi csatornáját. Köbös vagy hengeres, felszínükön mikrobolyhokkal és csillókkal rendelkező sejtek által képzett egyetlen sejtréteget alkotnak. Az ependymocyták segítik a cerebrospinalis folyadék (liquor cerebrospinalis) áramlását az agy üregrendszerében és a gerincvelő canalis centralisában csillóik mozgásával. A szabad felszínükön lévő mikrobolyhok arra utalnak, hogy felszívó működésük is van. Szerepük lehet az agyalapi mirigy elülső lebenye (adenohipofízis) hormontermelésének szabályozásában. A chorioidealis epithelium sejtek a liquor cerebrospinalis termelésében vesznek részt az érgomolyagokban (plexus choroideusokban).

## A központi idegrendszer sejtközötti (intercelluláris) tere
Elektronmikroszkóppal vizsgálva láthatóvá válik, hogy csak egy igen szűk rés választja el a neuronokat és a neuroglia sejteket. Ezek a rések egymással összefüggenek és szövetfolyadékkal vannak kitöltve; ezek együttese az extracelluláris tér. Az extracelluláris tér csaknem közvetlenül folytatódik a cerebrospinalis folyadékterekkel: a subarachnoidális térrel kívülről, és az agykamrák üregét, valamint a gerincvelő canalis centralisát kitöltő folyadékkal belülről. Az extracelluláris tér körülveszi a kapillárisokat is az agyban és a gerincvelőben. (A központi idegrendszerben nyirokerek nincsenek.) 
Az extracelluláris tér így utat biztosít az ionok és molekulák kicserélődéséhez a vér, a neuronok és a neuroglia sejtek között. A legtöbb kapilláris endothél sejtjeinek sejthártyája átjárhatatlan számos kémiai anyag számára, így ez egy fontos eleme a vér–agy gátnak.

## Lásd még
- Emberi idegrendszer
- Idegszövet
- Szinapszis
- Reflexív